# Patrick Leo McCartie
Patrick Leo McCartie (* 5. September  1925 in West Hartlepool; † 23. April 2020 in Birmingham) war ein britischer Geistlicher und römisch-katholischer Bischof von Northampton.

## Leben
Patrick Leo McCartie studierte Theologie und Philosophie am Seminar des Oscott College in Birmingham und empfing am 17. Juli 1949 die Priesterweihe für das Erzbistum Birmingham. Er war ein Jahr lang Kurat an der St. Chad’s Cathedral in Birmingham und am Cotton College (1950–1955). Nach seelsorgerischem Dienst in der Pfarre St Mary’s in Wednesbury war er Leiter Bildung und Erziehung im erzbischöflichen Ordinariat (1963–1968) und Administrator (entspricht einem Domdekan) der Metropolitankathedrale St. Chad’s Cathedral in Birmingham (1968–1977).
Papst Paul VI. ernannte ihn am 13. April 1977 zum Titularbischof von Elmhama und zum Weihbischof in Birmingham. Der Erzbischof von Birmingham, George Patrick Dwyer, spendete ihn am 20. Mai desselben Jahres die Bischofsweihe; Mitkonsekratoren waren Joseph Gray, Weihbischof in Liverpool, und Joseph Francis Cleary, Weihbischof in Birmingham.
Am 20. Februar 1990 berief ihn Papst Johannes Paul II. zum Bischof von Northampton. Am 29. März 2001 nahm dieser McCarties altersbedingtes Rücktrittsgesuch an.